# ILBM
ILBM — різновид файлів формату TIFF, що використовується для зберігання даних растрової графіки. Форматом підтримується кольорове зображення представлене сукупністю однобітних масивів, кожен з яких зберігає 1 біт даних для одного пікселя у зображенні. Такі масиви називають біт-планами (англ. bitplanes), або бітмапами (англ. bitmaps). Також, форматом підтримується горизонтальне і вертикальне стискання даних зображення алгоритмом RLE.
Формат ILBM був розроблений для якнайповнішого розкриття можливостей чипсету класичною Amiga.
Чипсети OCS і ECS мають 32 регістра палітри і підтримують до 6 біт-планів, що теоретично повинне обмежувати число кольорів, що одночасно відображаються: 26=64. Проте, це вірно тільки при використанні формату «припущення», згідно з канонічною схемою, прийнятою сьогодні для всієї PC-сумісної техніки. 32 регістри палітри на Amiga не дозволяли б виводити більше 32 кольорів, якби 6-й біт-план не зберігав дані про яскравість зображення (так званий режим Half-Bright), що збільшує число кольорів, що відображаються, до 64. Іншою можливістю чипсета класичної Amiga є технологія Hold and Modify (дослівно: «тримайте і змінюйте», технологія промальовування тільки дійсно змінених частин зображення замість всього екрану) що дозволяє одночасно відображати на екран до 4096 кольорів при використанні тільки 16 регістрів палітри.
Чипсет AGA дозволяє використовувати до 8-ми біт-планів і має 256 регістрів палітри. Таким чином, «в лоб» він дозволяє відображати 28=256 кольорів, а в модифікованому режимі HAM8 — до 262144 кольорів з палітри в 16,8 млн квітів (24-х бітова графіка).
Всі ці можливості якнайповніше підтримуються форматом ILBM, оскільки базуючись на IFF він використовує поняття чанка. Чанк в ILBM полягає 4-байтного заголовка вказуючого на тип даних, 4-х байтів тих, що зберігають довжину блоку даних і структури залежних від типу даних. Це дає можливість розширення формату зберігання даних і пропуску нерозпізнаних даних оскільки довжина їх блоків заздалегідь відома.
Формат ILBM описує такі типи чанків:
- BMHD (BitMapHeaDerm) — заголовок біт-план, що описує;
- CMAP (ColorMAP) — стандартний чанк що зберігає дані регістрів палітри;
- GRAB (GRAB) — збережений покажчик на дані в режимі HAM;
- CAMG (Commodore AMiGa computer) — зарезервований;
- BODY — дані всіх біт-планів і їх масок, з чергуванням.

Зрозуміло, файли формату ILBM можуть містити в чанках будь-які дані формату IFF: інформацію про автора, версію, авторське право і так інше Наприклад, файли створені в растровому графічному редакторові DPaint містять чанк:
- DPAN (DPAiNt) — збережені налаштування DPaint.

Існує розширення формату ILBM носяча назва ANIM і призначене для збереження анімаційних зображень. У цьому форматі були додані такі додаткові чанки:
- ANHD (ANimation HeaDer) — заголовок зберігає дані про анімацію;
- DLTA — різниця (дельта) у розмірі структур скомпільованих кадрів анімації.